# Universidad Hospital Italiano
La Universidad Hospital Italiano de Buenos Aires es una universidad privada argentina ubicada en el barrio porteño de Almagro, vinculada con el Hospital Italiano de Buenos Aires. Fue fundada en 1999 y comenzó a funcionar en el año 2000 bajo el nombre de Instituto Universitario Escuela de Medicina del Hospital Italiano. Cuenta con una oferta académica que incluye carreras de grado, formación en servicio a profesionales de la salud a través de residencias en especialidades médicas y no médicas, becas adscriptas al programa de residencias para extranjeros, becas de perfeccionamiento, especializaciones, maestrías, doctorados y programas de formación continua. 

### Historia
El 5 de diciembre de 1997, a partir de una iniciativa de los Ing. Franco Livini y Antonio Mosca y los Dres. Enrique Beveraggi y Guillermo Jaim Etcheverry, se constituye en la ciudad de Buenos Aires la Fundación del Hospital Italiano para la Educación Médica, la cual obtuvo su personería jurídica el 19 de enero de 1999.
En 1999, la Fundación crea el Instituto Universitario Escuela de Medicina del Hospital Italiano, que se pone en funcionamiento en el 2000. A partir del año siguiente, se incorporan las primeras carreras de grado y pregrado de su oferta académica, Medicina y Enfermería, junto con las carreras de especialización en Neonatología, Neurología Infantil y Psiquiatría.
En 2006, se presenta al Ministerio de Educación la propuesta de incorporar las carreras de grado de Farmacia y Bioquímica, así como también cursos de posgrado y maestrías. Además, nace delhospital ediciones, una editorial universitaria con el propósito de editar y difundir publicaciones en el área de la salud y la medicina dirigidas a profesionales y a la comunidad.
En el décimo aniversario del instituto, tiene lugar la primera evaluación institucional por parte de la Comisión Nacional de Evaluación y Acreditación Universitaria (CONEAU), cuyo reconocimiento definitivo es concedido en 2011. Para 2014, la CONEAU y el Ministerio de Educación otorgan la autonomía universitaria para el desarrollo pleno de las actividades académicas. En ese marco, la Sociedad Italiana de Beneficencia decide confiar al Instituto Universitario la totalidad de la gestión educativa de grado y posgrado, así como la gestión de la investigación básica y académica, convirtiendo oficialmente al Hospital Italiano como hospital universitario. 
En 2015, el Instituto se transforma en Centro Colaborador de la red internacional Cochrane Iberoamericano y centro asociado a BEME (Mejor Evidencia en Educación Médica).  En paralelo, el Hospital Italiano recibe la primera acreditación como Hospital Académico por la Joint Commission International.
En 2016, se inaugura el nuevo edificio ubicado en Potosí 4265 con capacidad para 700 alumnos de grado y posgrado, además de tres laboratorios y un nivel íntegramente destinado al Centro Universitario de Educación y Simulación (CUESIM). 
Al año siguiente, se crea el Instituto de Medicina Traslacional e Ingeniería Biomédica, nueva Unidad Ejecutora integrada por el CONICET, el Hospital Italiano y el Instituto Universitario para el desarrollo científico y tecnológico, integrando los recursos de investigación institucionales con la estructura de investigación nacional.
En 2018, se inaugura el nuevo Centro de Simulación Quirúrgica en la sede del Hospital en San Justo, un proyecto para el entrenamiento de estudiantes y profesionales en calidad y seguridad de atención. Además, El Hospital Italiano recibe la reacreditación como Hospital Académico por la Joint Commission International y se aprueba el nuevo currículum integrado de la carrera de Medicina.
En 2019, cambia la denominación de la institución a Instituto Universitario Hospital Italiano de Buenos Aires, con autorización del nuevo Estatuto Académico por parte del Ministerio de Educación, Cultura, Ciencia y Tecnología de la Nación.
En agosto del 2020, tiene lugar la segunda evaluación institucional a cargo de CONEAU, con la particularidad de realizarse íntegramente en forma online a raíz de la pandemia por Coronavirus COVID-19.  
En 2021, el Instituto Universitario refuerza el compromiso con el Hospital para llevar adelante proyectos en sinergia. Por su parte, el Hospital recibe su tercera acreditación de la Joint Commission International. 
Con el fin de promover el desarrollo social, ofrecer formación en la materia y generar redes hacia el interior del Instituto, en 2022 se crea el Observatorio Social Universitario orientado a desarrollar, coordinar e integrar proyectos que promuevan la diversidad, la inclusión y la equidad social. Asimismo, reforzando el compromiso social y buscando el fortalecimiento de los planes estratégicos institucionales, el Hospital y la Universidad asumen el cumplimiento de los Objetivos de Desarrollo Sostenible para la Agenda 2030 de la ONU, incorporando la educación para el desarrollo sostenible y de calidad de manera transversal y buscando potenciar el intercambio a través de redes internacionales.
En 2024, asumen las nuevas autoridades del rectorado y se integra el Departamento de Investigación del Hospital dentro de la Universidad, con el objetivo de promover la colaboración interdisciplinaria entre quienes investigan en el ámbito universitario y hospitalario. A finales de año, El Hospital Italiano recibe la acreditación como Hospital Académico por la Joint Commission International por cuarta vez consecutiva.

#### Paso a Universidad
En 2023, se aprueba el cambio de estatus a Universidad Hospital Italiano de Buenos Aires, debido a la ampliación y diversificación de la oferta académica y al desarrollo en las áreas de investigación y extensión en salud, ciencias aplicadas, educación y ciencias sociales. (Resolución Ministerial Nº 2979/2023).

### Autoridades
El primer rector fue el Dr. Enrique Beveraggi y la primera secretaria académica, la Dra. Elsa Nucifora, quienes estuvieron encargados de la gestión hasta 2008. Ese año, asumió el Dr. Osvaldo Blanco como rector y continuó en su cargo la Dra. Nucifora. 
En septiembre de 2014, asume el Dr. Marcelo Figari como nuevo rector y a inicios de 2015 se incorpora el Dr. Diego Faingold como vicerrector. Su gestión continua hasta 2024, cuando el Dr. Faingold es nombrado rector por el período 2024-2027 y la Mag. Roberta Ladenheim es designada como primera vicerrectora.

### Relación con el Hospital Italiano de Buenos Aires
El Hospital constituye uno de los pilares en la formación del estudiantado, brindando un entorno clínico para adquirir y profundizar las competencias, y la posibilidad de participar en investigaciones y proyectos.

### Oferta académica

#### 9 carreras de Grado
- Medicina
- Farmacia
- Bioquímica
- Enfermería
- Producción de Bioimágenes
- Ingeniería Biomédica
- Kinesiología y Fisiatría
- Ciclo de Licenciatura en Esterilización
- Ciclo de Licenciatura en Instrumentación Quirúrgica

#### 6 Maestrías
- En Educación para Profesionales de la Salud
- En Vínculos, Familias y Diversidad Sociocultural
- En Neuropsicología Aplicada
- En Investigación Clínica
- En Informática en Salud
- En Factores de Riesgo

#### 3 Doctorados
- Doctorado en Ciencias de la Salud

- Doctorado en Bioingeniería
- Doctorado en Educación en Profesiones de la Salud

#### Becas de perfeccionamiento
El fellowship o beca de perfeccionamiento es un programa de formación de posgrado destinado a especialistas que desean profundizar sus conocimientos en un aspecto particular de su especialidad. En la Universidad se ofrecen más de 180 programas que abarcan 12 disciplinas:
- Cirugía
- Patología Clínica
- Informática en Salud
- Medicina
- Pediatría
- Educación
- Extensión Universitaria
- Medicina de emergencias
- Plan de salud
- Observatorio Social
- Enfermería
- Investigación

#### Becas adscriptas
Más de 15 programas adscriptos a residencias destinados a profesionales de la salud de nacionalidad extranjera.

#### Residencias
Cuenta con 49 residencias en:
- Medicina
- Enfermería
- Farmacia
- Bioquímica
- Fonoaudiología
- Kinesiología
- Psicología
- Informática en Salud

### Comunidad académica
Su comunidad supera los 7600 alumnos, los 1000 docentes y los 1000 residentes y becarios en formación. Asimismo, tiene más de 1300 egresados en carreras de grado, más de 800 especialistas, más de 230 magísteres, más de 30 doctores y más de 10 mil residentes y becarios graduados.

### Investigación
Desde 2024, la Secretaría de Investigación de la Universidad alberga todas las áreas de investigación (clínica, básica, tecnológica, traslacional, social, poblacional y educativa), con el objetivo de promover la colaboración interdisciplinaria entre quienes investigan en la Universidad y en el Hospital Italiano.

### Compromiso social y actividades abiertas a la comunidad
Desde 2017, la Universidad lleva adelante el Proyecto Isthat en Santa Victoria Este, en el Chaco Salteño. Se trata de un programa sociosanitario educativo que promueve el compromiso social y busca formar a los profesionales de la institución en medicina intercultural, mediante la acción en poblaciones vulnerables.
Con una perspectiva de respeto a las culturas originarias, estudiantes, residentes y profesionales viajan mensualmente de manera voluntaria para colaborar con el sistema de salud local, capacitar a la comunidad y trabajar en programas contra la tuberculosis y la desnutrición infantil.
A su vez, desde el Departamento de Extensión Universitaria y el Observatorio Social Universitario se llevan adelante actividades comunitarias en modalidad presencial, virtual y mixta, como charlas, talleres, cursos y capacitaciones y actividades culturales.

### Simulación
El Centro Universitario de Educación basada en Simulación ofrece a estudiantes, residentes y profesionales más de 700 actividades anuales en escenarios similares a la realidad, para ponerlos en contacto con un entorno educativo de tecnología. 
Se trata de una modalidad de aprendizaje controlada, que utiliza maniquíes de perfeccionamiento técnico y estrategias de recreación bajo supervisión, evaluación y devolución, tanto de prácticas clínicas como quirúrgicas. 

### Editorial
Desde 2006, la Universidad y el Hospital cuentan con su propia editorial, a través de la cual se editan y difunden publicaciones del área de salud y de medicina dirigidas a médicos, estudiantes y al público general interesado en la temática.
Su catálogo incluye más de 80 libros, de los cuales la mitad tiene su versión digital en ebook. Hay más de 50 títulos para profesionales y más de 40 para la comunidad.

### Biblioteca Central
La Biblioteca Central abre en 1969 en el subsuelo del Hospital con un fondo bibliográfico compuesto por 130 obras y 57 títulos de revistas. 
Desde sus inicios colabora con el Catálogo Colectivo de Publicaciones Periódicas del CONICET, elaborado por el Centro Argentino de Información Científica y Tecnológica, del cual participan todas las bibliotecas científicas del país. Asimismo, desde 1975 forma parte de la Asociación de Bibliotecas Biomédicas Argentinas, en la cual integra la primera Junta Directiva.
Hoy alberga más de 2300 volúmenes y alrededor de 300 títulos de revistas, brindando recursos bibliográficos y servicios de apoyo para estudiantes, investigadores, residentes, docentes y profesionales en todas las instancias de formación. La colección está a disposición tanto de la comunidad interna como de externos a la Universidad. 
Desde 1991, el personal de la Biblioteca integra el Comité Editorial de la Revista del Hospital Italiano de Buenos Aires, en la coordinación editorial, la revisión bibliográfica, la distribución y la publicación online.

### Revista del Hospital Italiano
La Revista del Hospital Italiano de Buenos Aires es una publicación científica trimestral de la Universidad que se edita desde 1981. A partir de 2024 es de acceso abierto y su difusión se realiza en línea, con artículos sobre la actividad asistencial, la educación continua, la investigación y la extensión. 
Las publicaciones incluyen trabajos acerca de las ciencias de la salud, elaborados por autores internos pertenecientes a la institución y externos a ella, en idioma castellano e inglés. Además, se subdivide en 13 secciones: Artículo original, Comunicaciones breves, Revisión, Revisión breve, Educación médica, Casos clínicos, Imágenes en medicina, Pregunta al experto, Notas sobre estadística e investigación, Videos en medicina, Actualizaciones y avances en investigación, Humanidades y Cartas al editor.
En cuanto al financiamiento, la revista se encuentra respaldada en su totalidad por la Universidad, aunque ocasionalmente presenta auspicios de patrocinadores en su versión digital o impresa.